# (34691) 2001 KV58
2001 KV58 (asteroide 34691) é um asteroide da cintura principal. Possui uma excentricidade de 0.10890440 e uma inclinação de 15.32074º.
Este asteroide foi descoberto no dia 26 de maio de 2001 por LINEAR em Socorro.